# معاداة السامية في دورة الألعاب الأولمبية
تعد الألعاب الأولمبية أو الألعاب الأولمبية الحديثة من أبرز الأحداث الرياضية الدولية التي تشمل مسابقات رياضية في الصيف والشتاء يشارك فيها الآلاف من الرياضيين من مختلف أنحاء العالم في مسابقات متنوعة. تعتبر الألعاب الأولمبية المنافسة الرياضية الأولى في العالم مع أكثر من 200 دولة مشاركة. تعقد دورة الألعاب الأولمبية كل أربع سنوات حيث تتناوب دورة الألعاب الصيفية والشتوية كل أربع سنوات ولكن كل سنتين تفصل بينهما. في الألعاب الأولمبية خلال السنوات على الرغم من نهجها من السلام من خلال الرياضة كانت هناك العديد من المناسبات معاداة الساميةالمعادية للسامية التي جلبت السياسة في المجال الرياضي أبرزها مقتل أحد عشر رياضيين إسرائيليين في دورة الألعاب الأولمبية الصيفية 1972 في ميونيخ.

## دورة الألعاب الأولمبية

### برلين - 1936

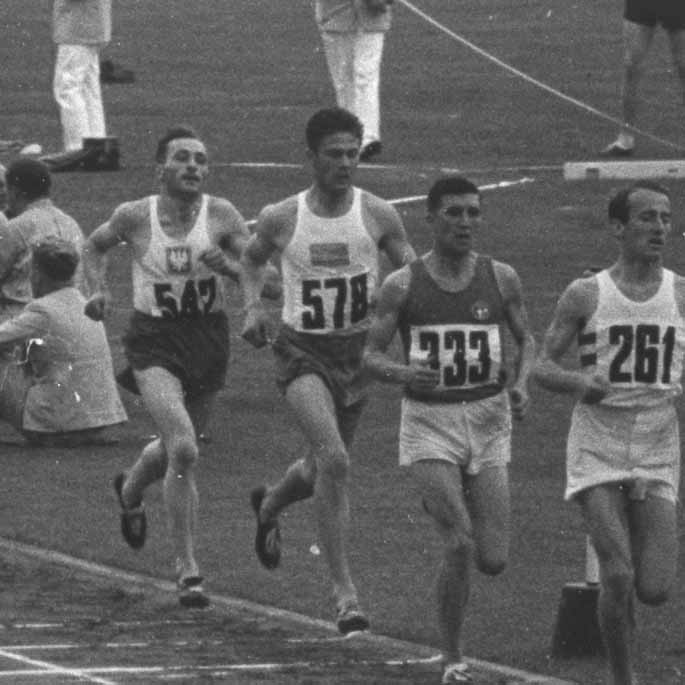
ألعاب القوى، 5000 متر، برلين 1936.

- كانت الألعاب الأوليمبية الصيفية لعام 1936 قد تم مقاطعتها من قبل الدول والتمييز العنصري والسياسة غير الصحية. عقدت الألعاب الأولمبية في برلين عاصمة ألمانيا وتزامنت مع صعود أدولف هتلر إلى السلطة. ادعى النقاد أن هتلر استخدم المرحلة الأوليمبية لنشر إيديولوجياته السياسية. كما تعرض هتلر لانتقادات شديدة بسبب موقفه العنصري تجاه المشاركين اليهود في الألعاب. اعترافا باستغلال هتلر للألعاب الأولمبية لأغراض سياسية دعت عدد من المنظمات وكبار السياسيين إلى مقاطعة الألعاب.[3]

### ميونخ - 1972

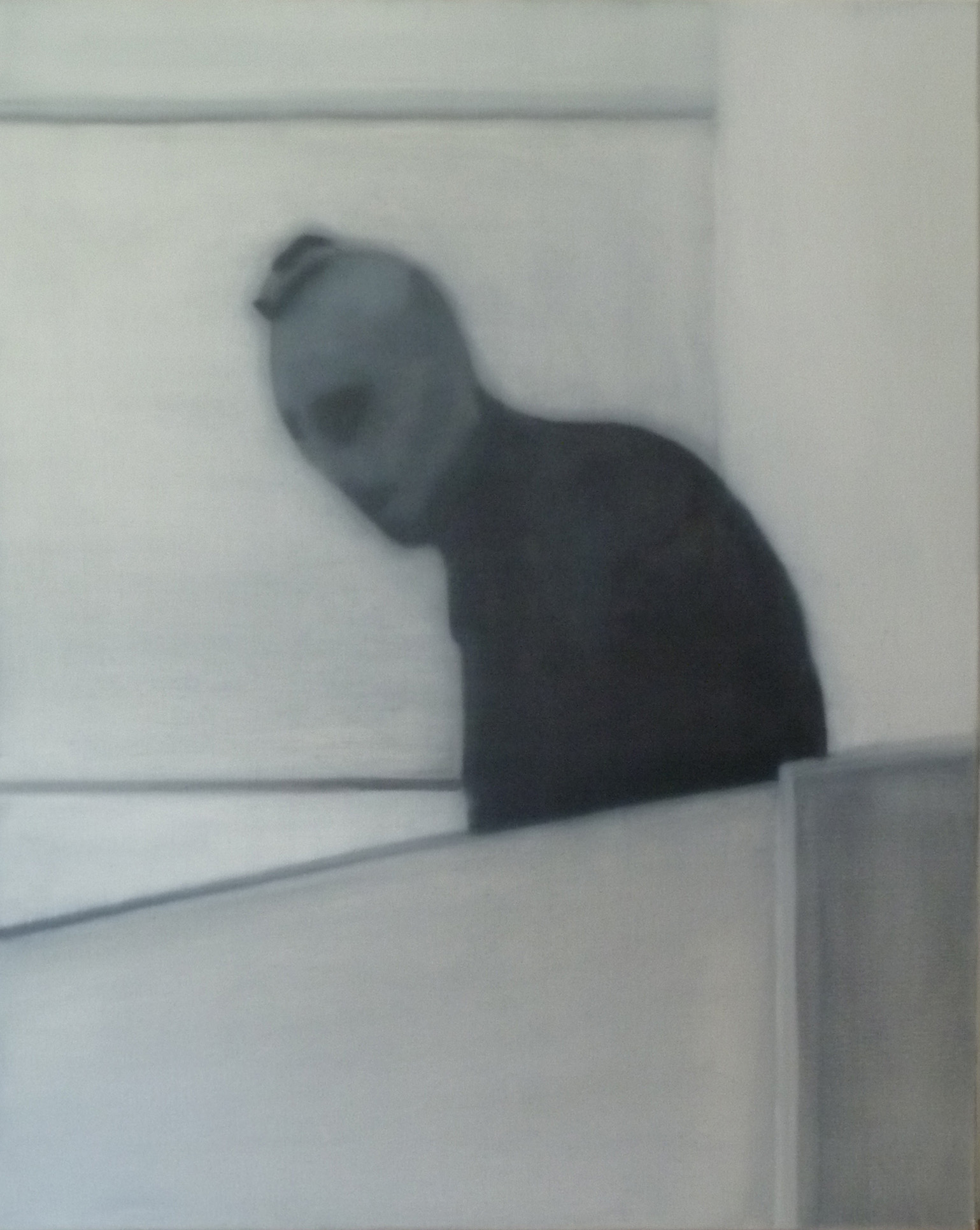
واحد من إرهابيي ميونيخ.

- كانت مذبحة ميونيخ هجوما خلال دورة الألعاب الأوليمبية الصيفية 1972 في ميونخ بألمانيا الغربية حيث أخذ أحد عشر من أعضاء الفريق الأولمبي الإسرائيلي رهائن وقتلوا في نهاية المطاف مع ضابط شرطة ألماني من قبل المجموعة الإرهابية الفلسطينية أيلول الأسود. بعد فترة وجيزة من بدء الأزمة طالبوا بسجن 234 سجينا في إسرائيل وأطلق سراح مؤسسي جماعة الجيش الأحمر الألماني أندرياس بادر وأولريكي ماري ماينهوف. أطلق أيلول الأسود عملية إقرت وكفر برعم بعد طرد سكان قريتين مسيحيتين فلسطينيتين من قبل الجيش الإسرائيلي في عام 1948. كان الدافع وراء الهجوم من قبل القومية العلمانية وكان قائد الجماعة الإرهابية لطيف عفيف ولد لأب مسيحي وأم يهودية. أعطى النازيون الجدد الألمان المهاجمين المساعدة اللوجستية. قتل ضباط الشرطة الخمسة من أعضاء أيلول الأسود الثمانية خلال محاولة إنقاذ فاشلة. استولوا على الناجين الثلاثة الذين أفرجت ألمانيا الغربية عنهم في وقت لاحق بعد اختطاف لوفتهانزا 615 في أكتوبر. استجاب الموساد للإفراج عنهم مع الغارة الاسرائيلية عام 1973 على لبنان وعملية غضب الله وتعقب وقتل الفلسطينيين المشتبه في تورطهم في المجزرة. في 3 أغسطس 2016 قبل يومين من بدء دورة الألعاب الأولمبية الصيفية عام 2016 كرمت اللجنة الأولمبية الدولية رسميا 11 إسرائيليا الذين قتلوا للمرة الأولى.

### أتلانتا - 1996
- اتفق فريق السباحة الفرنسي المتزامن على تغيير أدائه تحت عنوان الهولوكوست لدورة الألعاب الأولمبية الصيفية 1996 في أتلانتا بعد احتجاجات من اليهود الفرنسيين.

### أثينا - 2004
- كان لاعب الجودو الإيراني آراش ميريسمايلي سيواجه نظيره الإسرائيلي إيهود فاكس ولكنه كان غير مؤهل لكونه تجاوز الحد الأقصى للوزن. رفض مواجهة فاكس لأنه تعاطف مع شعب فلسطين. قال متحدث باسم اللجنة الأولمبية الوطنية للجمهورية الإسلامية الإيرانية أن «السياسة العامة الإيرانية» تلزم بعدم مواجهة الرياضيين الإسرائيليين. حصل على الثناء العام من الحكومة الإيرانية.

### بكين - 2008
- رفض السباح الإيراني محمد رضائي الدخول في الماء للسباق في نفس منافسة توم بيري حيث حل رابعا وترك الحارة فارغة أثناء المنافسة. في بطولة العالم للسباحة في روما عام 2009 رفض رضائي الدخول في الماء للسباق في نفس السباق مع منافسه الإسرائيلي ميكي مالول.

### لندن - 2012

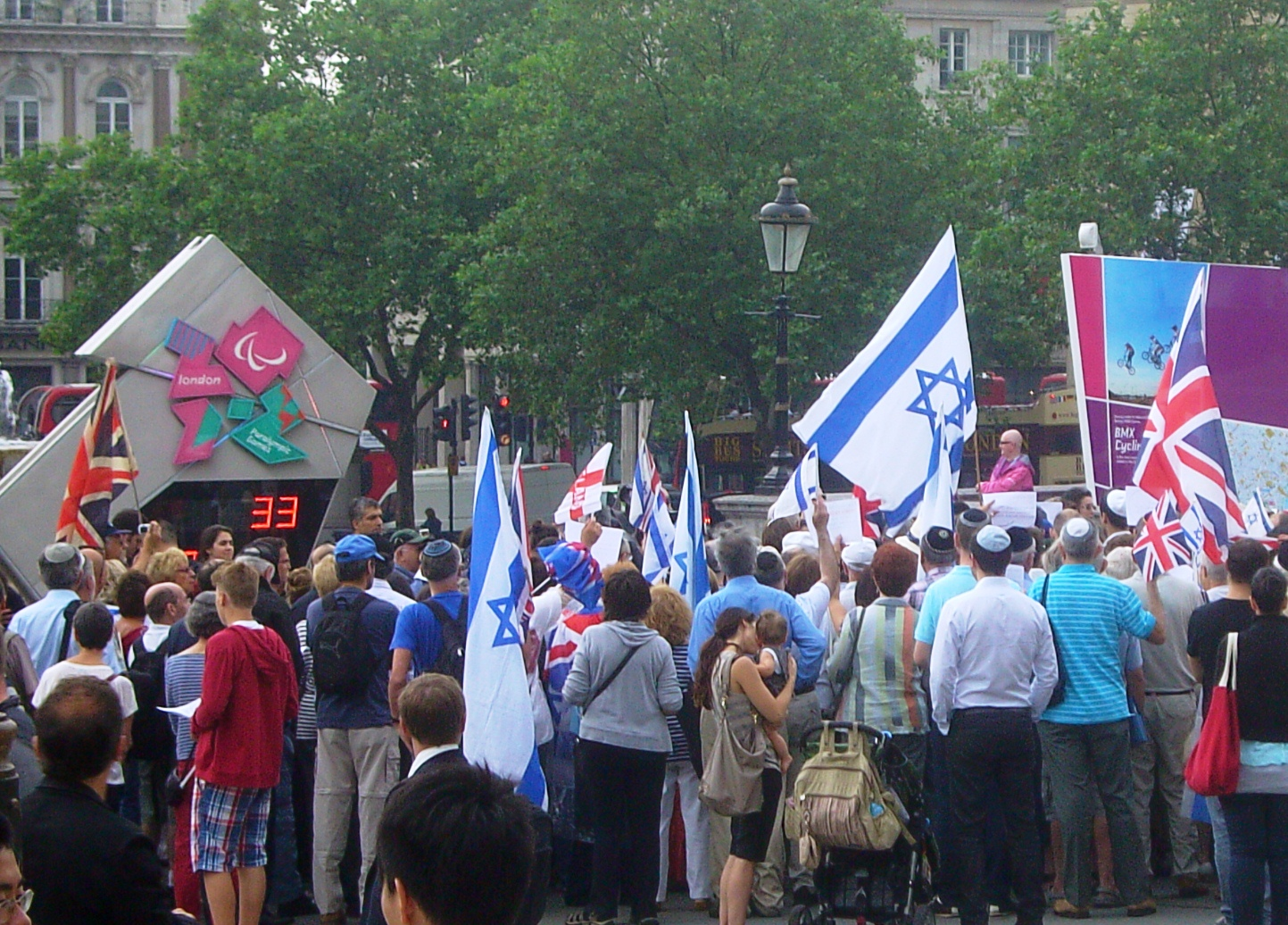
تذكر مذبحة ميونيخ، لندن 2012.

- في حفل لذكرى الرياضيين والمدربين الإسرائيليين ال 11 الذين قتلوا في دورة الألعاب الأولمبية الصيفية عام 1972 تعرض جاك روج المسؤول الأول في دورة الألعاب الأوليمبية لهجوم على رفض تكريم الموتى بالصمت دقيقة في مراسم افتتاح دورة الألعاب الأولمبية الصيفية 2012 في لندن. بدلا من ذلك وقبل أسبوع من الافتتاح الرسمي للألعاب عقد روج دقيقة صمت خلال حفل صغير في القرية الأولمبية.

### البرازيل - 2016
- نشرت وسائل الإعلام قصة عن السباحة الفلسطينية ماري الأطرش مدعية أنها لم تتمكن من استخدام بركة سباحة أولمبية للتدريب. نقلت هيئة الإذاعة الكندية قولها: «لا يوجد حمام سباحة أولمبي في الأراضي الفلسطينية يسمح للفلسطينيين باستخدامه ولذلك فإن الأطرش تتدرب في جمعية الشبان المسيحية في بيت ساحور قرب بيت لحم». يبلغ طول بركة السباحة 25 متر ونصف طولها من المرفق الذي سوف تتنافس في ريو دي جانيرو. قال مسؤولون إسرائيليون أنهم رفضوا تقديم طلب للحصول على تصريح للسفر إلى القدس لاستخدام مرافقها. أشار لييل ليبوفيتز من مجلة تابليت إلى أن هناك عدة حمامات كاملة الحجم داخل الأراضي الفلسطينية كان يمكن أن تستخدمها.
- رفض الأولمبيون اللبنانيون ركوب حافلة مع الرياضيين الإسرائيليين للوصول إلى مراسم افتتاح دورة الألعاب الأولمبية الصيفية 2016. عندما حاول الوفد الإسرائيلي من الرياضيين والمدربين ركوب الحافلة إلى ملعب ماراكانا أغلق رئيس الوفد اللبناني المدخل.
- انسحبت لاعبة الجودو السعودية جود فهمي من أول مباراة لها في دورة الألعاب الأوليمبية لتجنب مواجهتها الإسرائيلية. كان من المفترض أن تواجه فهمي كريستيان ليجنتيل من موريشيوس ثم الإسرائيلية جيلي كوهين في الجولة التالية. لكن قبل المواجهة قال مسؤولون سعوديون أنها أصيبت في ذراعها وساقها أثناء التدريب وأن الأطباء أوصوا بانسحابها. بعد ذلك ذكرت وسائل الإعلام في إسرائيل أن فهمي البالغة من العمر 22 عاما لم تصب بجراح. وفقا لصحيفة تايمز أوف إسرائيل قالت القناة الثانية أنها انسحبت لتلافي مواجهة اللاعبة الإسرائيلية.
- بعد خسارته مباراة الجودو يوم الجمعة رفض إسلام الشهابي من مصر مصافحة نظيره الإسرائيلي أور ساسون وذلك يعد خرقا كبيرا لآداب الجودو. بعد التغلب عليه مد ساسون يده لمصافحة الشهابي. ردا على ذلك تراجع المصري بعيدا ورفض مصافحته.
- في مباراة التأهل الأوليمبية رفض الملاكم السوري علاء غصون مواجهة نظيره الإسرائيلي. قال غصون أن التنافس مع رياضي من إسرائيل: «يعني أنني كرياضي وسوريا كدولة تعترف بدولة إسرائيل».
- وضع فيسبوك إسرائيل في آخر قائمة من الدول المنافسة دون علمها. حدث ما يلي على الفيسبوك ميزة تسمى إطارات الملف الشخصي والذي يسمح للمستخدمين بإضافة العلم وشعار ريو 2016 في صورة ملفه الشخصي. يمكن العثور على خيار إسرائيل في أسفل القائمة بعد زيمبابوي وهي آخر بلد أبجديا في القائمة. أيضا غاب علم إسرائيل في الخيارات ووضع بدل منه علم اللجنة الأولمبية الإسرائيلية.